# 日生不動産
日生不動産（にっせいふどうさん）は、新潟県新潟市中央区上近江4丁目1号に本社を置く不動産会社である。

## 概要
1992年（平成2年）設立。2018年に本社を新築・移転。
日生ホールディングス、日生不動産、日生不動産販売、日生アセットマネジメント、日生賃貸保証の5社でグループを構成している。賃貸事業やマンション開発・分譲のほか、宅地・ショッピングセンターの開発、日生ゴルフガーデンの運営などを手掛ける。
2021年12月からは、ホテルオークラ新潟の土地と建物も保有する。

## 沿革
- 1992年（平成2年）：設立
- 2018年（平成30年）：本社を新潟市中央区近江一丁目から新潟県新潟市中央区上近江四丁目1番3号に移転。
- 2021年（令和3年）12月：株式会社ホテルオークラが運営するホテルオークラ新潟を保有。

## 主な開発実績・自社保有資産
- 日生不動産新潟駅前ビル（2022年）[2][4]
- 日生不動産東大通ビル（2017年）[4]

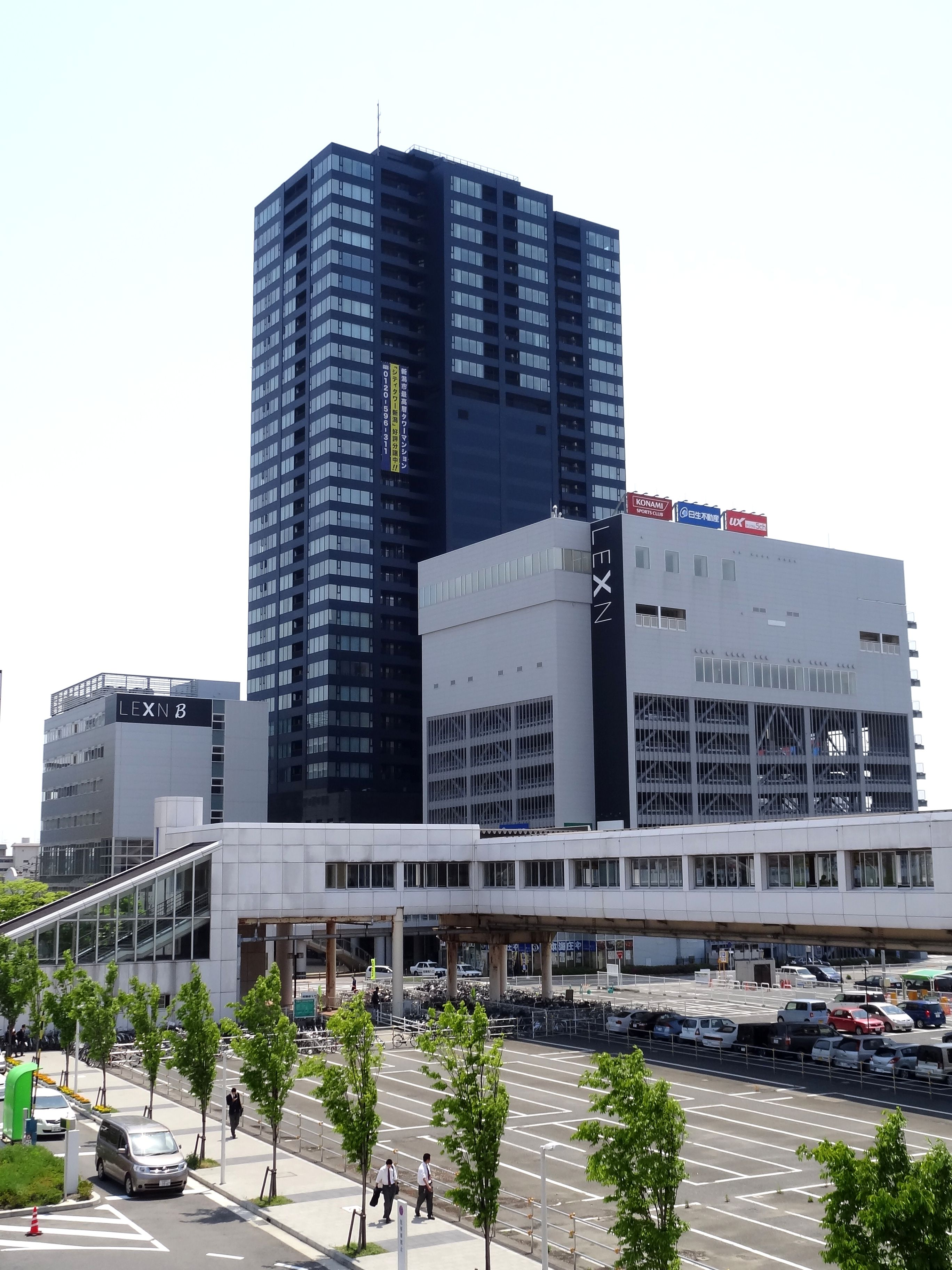
LEXN（2010年）
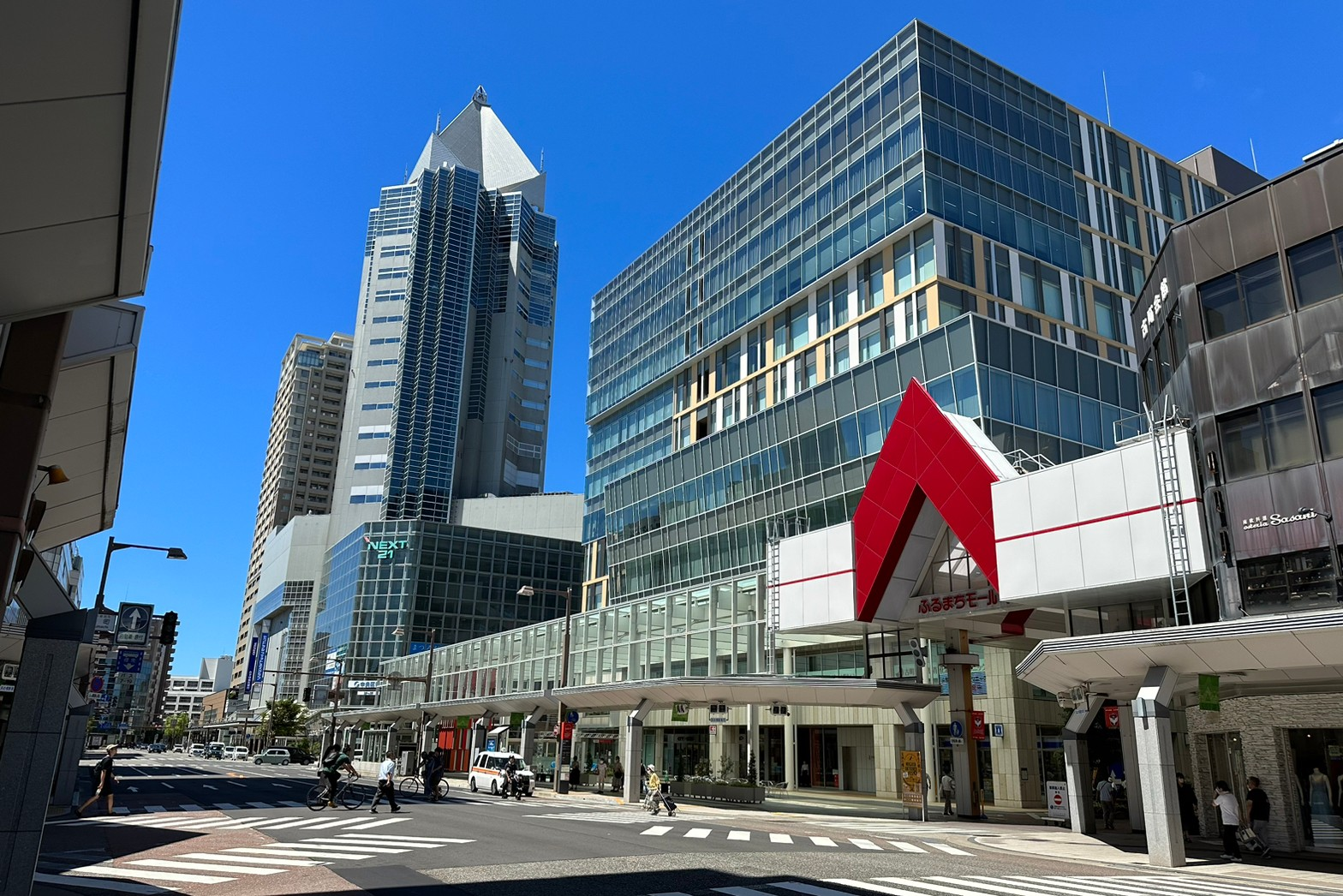
古町ルフル（2020年）
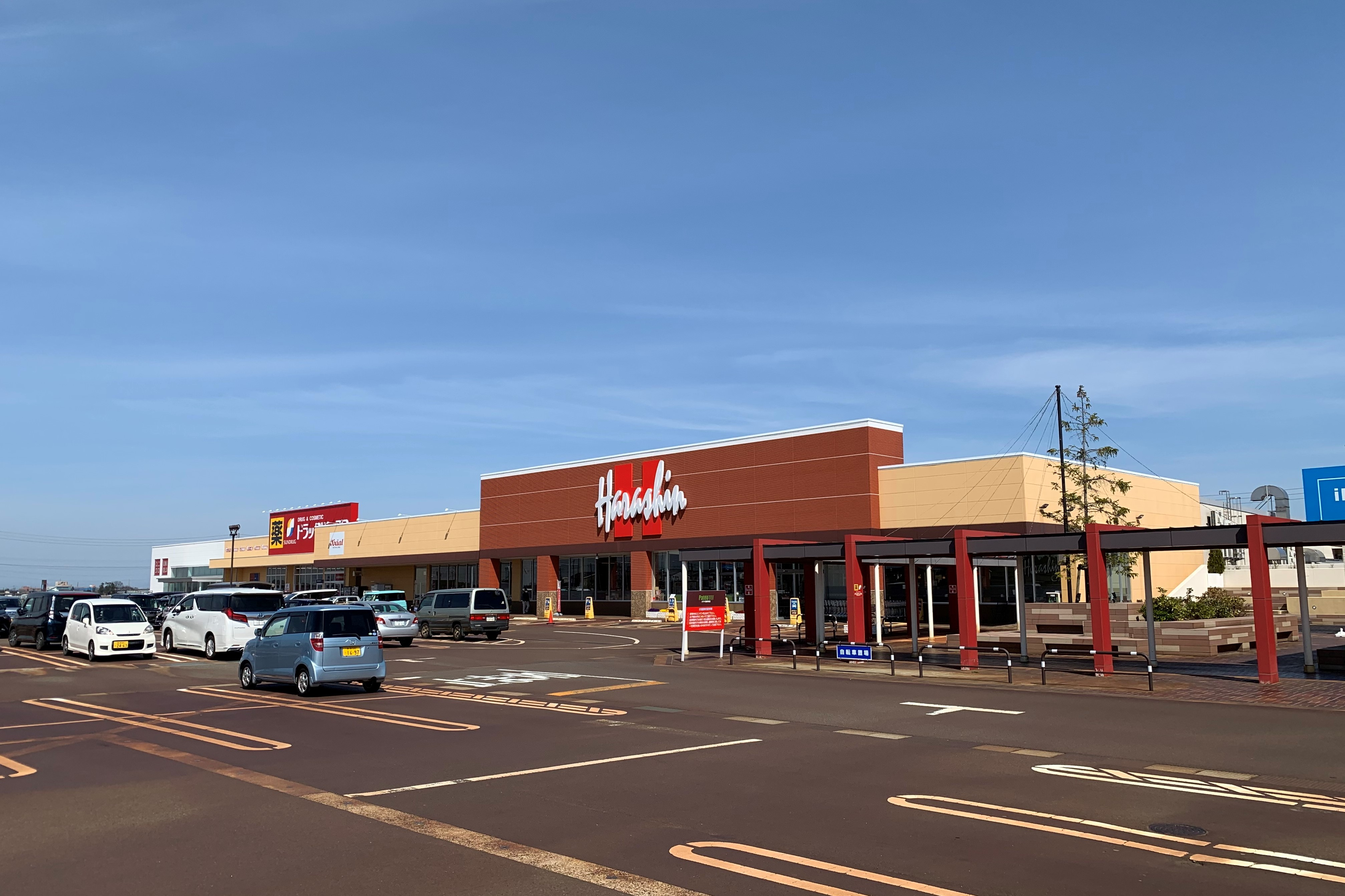
パテオ西新発田（2013年）
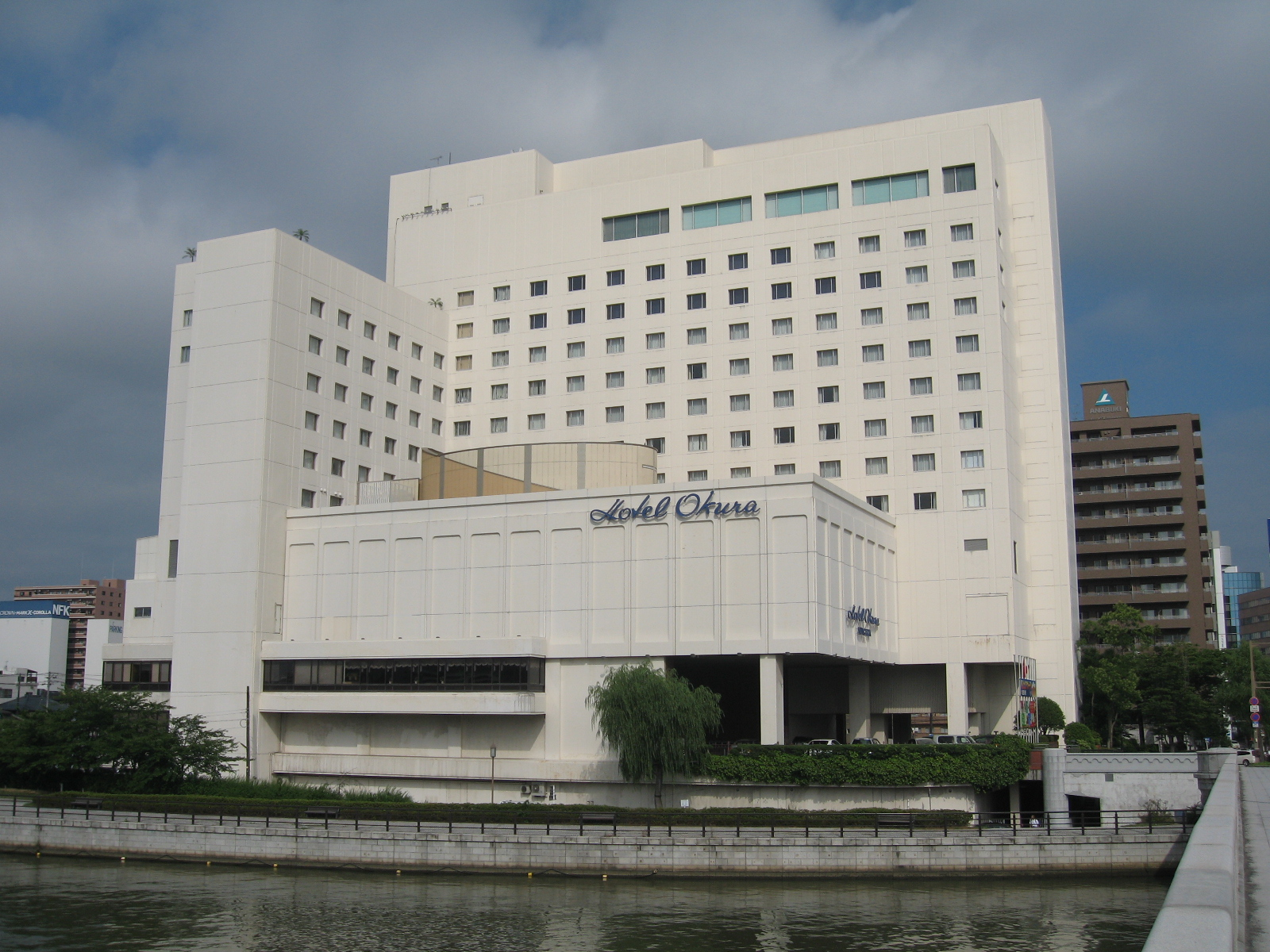
ホテルオークラ新潟

- 上越アルカディアシティ（2005年）[2][4]
- ウィズプラザ新通（2003年）[2][4]
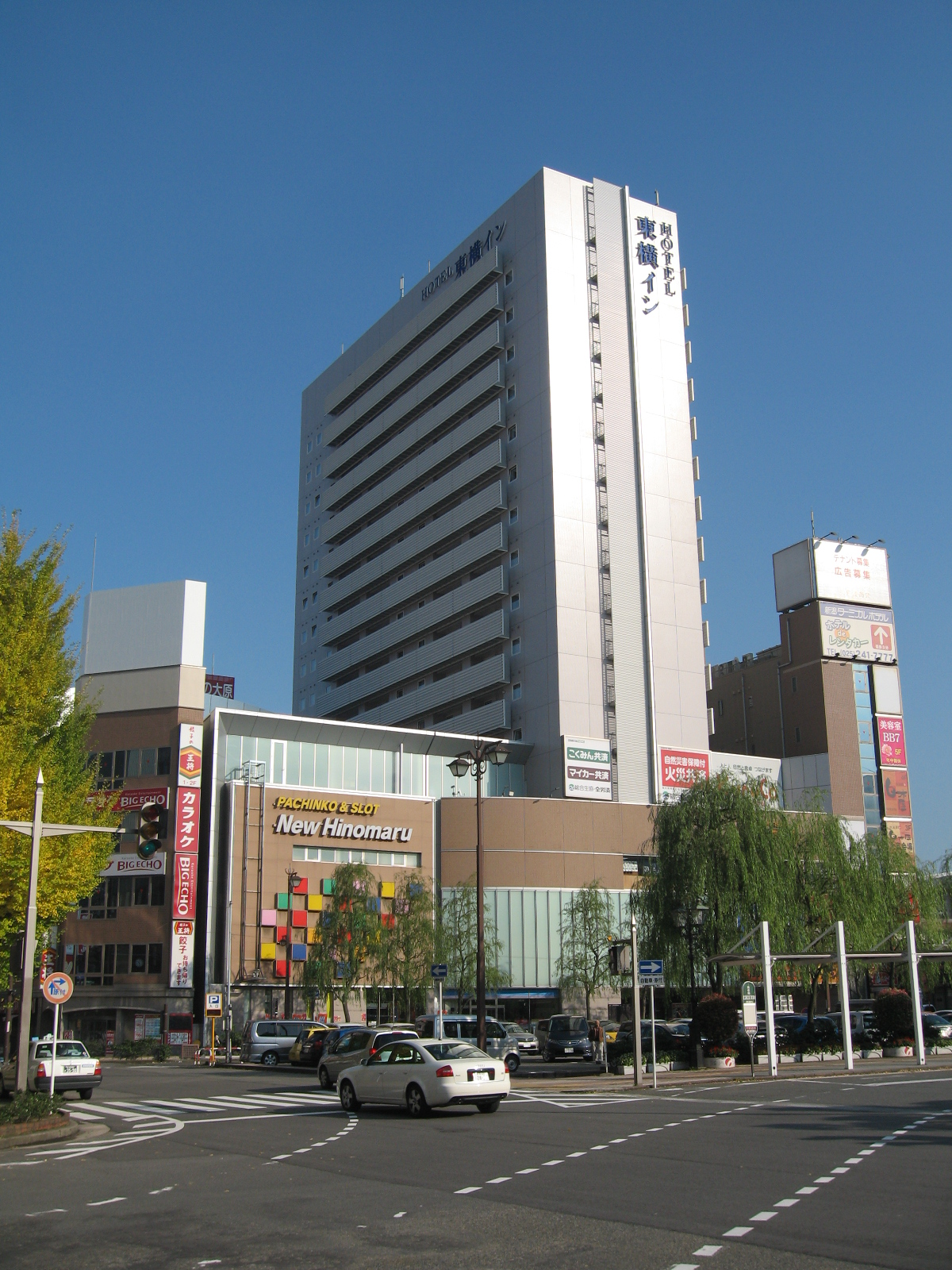
ガレッソ花園（2002年）
- 関屋ショッピングセンター（1999年）[2][4]

- LEXN
- 古町ルフル
- パテオ西新発田
- ホテルオークラ新潟
- ガレッソ花園